# Biberbach (Schwaben)

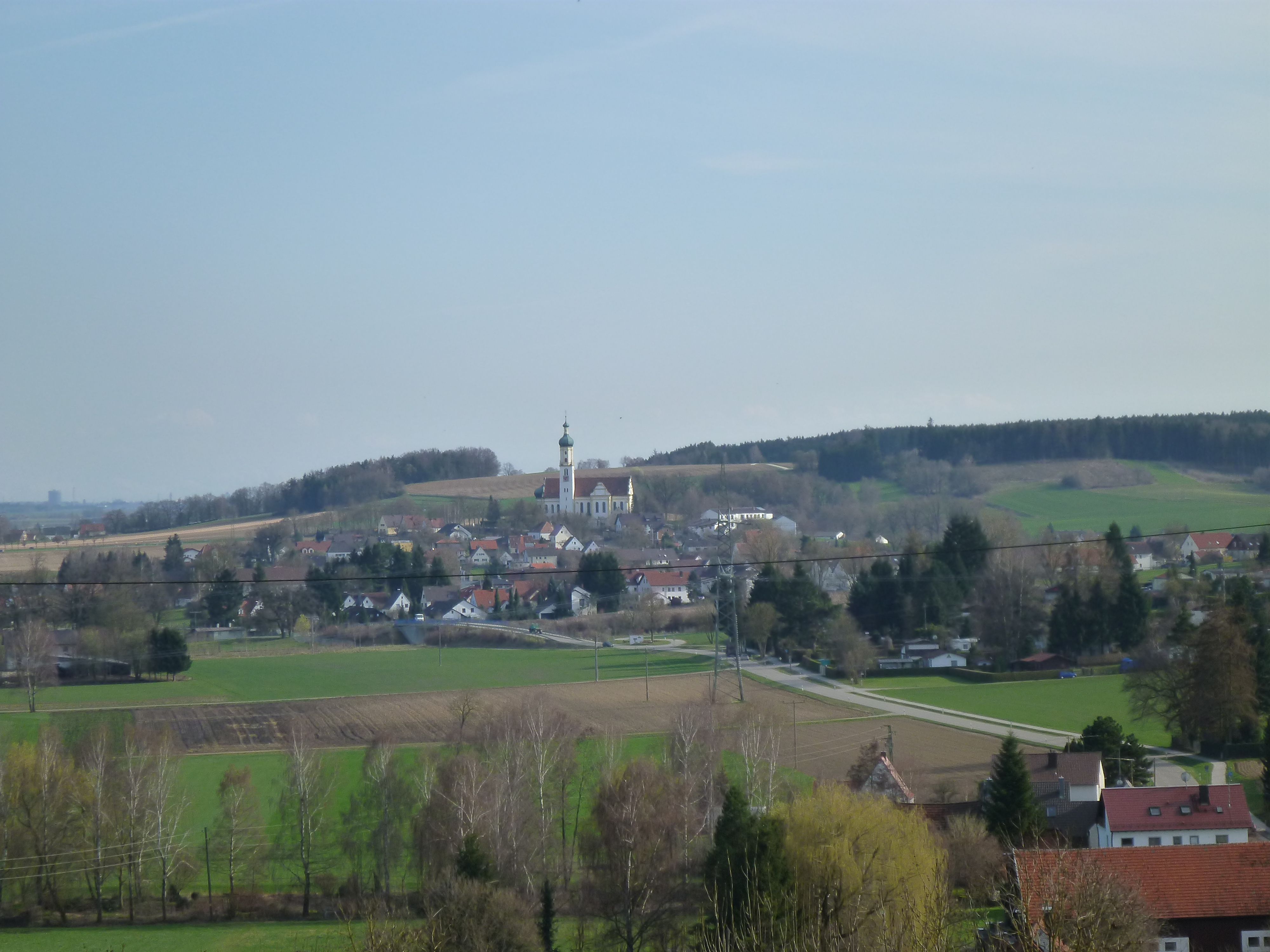
Ansicht Biberbach von Burg Markt aus

Biberbach ist ein Markt im Landkreis Augsburg, der zum bayerischen Regierungsbezirk Schwaben gehört.

## Geographie

### Lage
Die Gemeinde liegt etwa 20 km nördlich von Augsburg am westlichen Rand des Lech-Schmuttertales. Die Ortsteile Feigenhofen und Affaltern, einige Kilometer vom Hauptort entfernt, liegen im „Naturpark Augsburg-Westliche Wälder“.

### Gemeindegliederung
Es gibt 5 Gemarkungen und 14 Gemeindeteile (in Klammern ist der Siedlungstyp angegeben):
- Affaltern (Pfarrdorf)
  - Salmannshofen, ehemals Kloster Salmannshofen (Weiler)
- Biberbach (Pfarrdorf)
  - Albertshofen (Dorf)
  - Furtmühle (Einöde)
  - Kleemeisterhaus (Einöde)
- Eisenbrechtshofen (Dorf)
  - Zollsiedlung (Zollhaus) (Siedlung)
- Feigenhofen (Kirchdorf)
  - Baletshof (Einöde)
  - Dennhof (Einöde)
  - Dennhofmühle (Einöde)
- Markt (Kirchdorf)
  - Ehekirchmühle (Einöde)

## Geschichte

### Bis zur Gemeindegründung
Zum ersten Mal urkundlich erwähnt wird der Ort im Jahre 1070. Damals lag Biberbach im Herzogtum Schwaben. Im Jahre 1514 wurde die Ortschaft zum Besitz von Jakob Fugger, der sie von Kaiser Maximilian I. erworben hatte. Die Herrschaft Biberbach bildete nun ein Fuggersches Oberamt mit Sitz auf der Burg Markt und gehörte den späteren Fürsten Fugger-Babenhausen. Mit der Rheinbundakte 1806 kam der Ort zu Bayern. Die Grund- und Ortsherrschaft in Affaltern und im Weiler Salmannshofen übte das Domkapitel Augsburg aus.
In Biberbach erinnert, neben dem Blick auf die Reste des Schlosses im Gemeindeteil Markt, die Pfarrkirche St. Jakobus, St. Laurentius und zum Heiligen Kreuz noch heute an die Fugger.

### Eingemeindungen
Im Zuge der Gebietsreform in Bayern wurden am 1. Mai 1978 die Gemeinden Eisenbrechtshofen, Feigenhofen und Markt sowie große Teile der aufgelösten Gemeinde Affaltern eingegliedert.

### Einwohnerentwicklung
| Jahr      | 1961 | 1970 | 1987 | 1991 | 1995 | 2000 | 2005 | 2010 | 2015 | 2016 |
| Einwohner | 2381 | 2499 | 2758 | 2982 | 3174 | 3424 | 3480 | 3361 | 3444 | 3482 |

Zwischen 1988 und 2018 wuchs die Gemeinde von 2871 auf 3530 um 659 Einwohner bzw. um 23 %.

## Politik

### Gemeinderat
Bei der Kommunalwahl am 15. März 2020 ergab sich folgende Verteilung der 16 Sitze im Marktgemeinderat:
- Freie Wähler: 4 Sitze (25,8 %)
- CSU: 4 Sitze (24,9 %)
- Bündnis 90/Die Grünen: 2 Sitze (12,8 %)
- Bibertalliste: 2 Sitze (12,7 %)
- Unabhängige Frauenliste: 2 Sitze (12,7 %)
- Junge Liste: 2 Sitze (11,0 %)

Gegenüber der Kommunalwahl 2014 behaupteten CSU, Bibertalliste und Unabhängige Frauenliste ihre Sitzzahl; die Freien Wähler verloren einen Sitz und die Junge Liste gewann einen Sitz dazu. Während der SPD (bisher zwei Sitze) keinen Wahlvorschlag vorlegte, sind die Grünen erstmals (mit zwei Sitzen) im Gemeinderat vertreten.

### Bürgermeister
Bürgermeister ist seit 2008 Wolfgang Jarasch (Freie Wähler); er wurde bei zwei Mitbewerbern am 15. März 2020 mit 55,7 % der Stimmen für weitere sechs Jahre im Amt bestätigt. Seine Vorgänger waren von 2002 bis 2008 Alois Pfaffenzeller (FWV-BB/FFL/JL) und bis 2002 Anton Fischer (CSU).

### Finanzen
Die Gemeindesteuereinnahmen von Biberbach wuchsen von 2.341.000 € im Jahr 2012 auf 3.441.000 € im Jahr 2019 an. Darin enthalten sind 2019  Gewerbesteuereinnahmen (netto) in Höhe von 620.000 €. Im Jahr 2012 lagen die Gewerbesteuereinnahmen noch bei 421.000 €.
| Jahr                        | 2012  | 2015  | 2016  | 2017  | 2018  | 2019  |
| Gemeindesteuereinnahmen     | 2.341 | 2.844 | 2.824 | 3.058 | 3.247 | 3.441 |
| davon Gewerbesteuer (netto) | 421   | 603   | 526   | 547   | 553   | 620   |

### Wappen und Fahne
| Wappen von Bechhofen | Blasonierung: „Geteilt, oben in Rot eine blau bedachte silberne Kirche mit integriertem Glockenturm in perspektivischer Darstellung von Nordosten auf der Teilung, unten gespalten von Silber und Blau, vorne ein nach links aufgerichteter schwarzer Biber, hinten ein silberner schräg nach rechts verlaufender Fluss.“                 |
| Wappen von Bechhofen | Wappenbegründung: Die abgebildete Kirche ist die Wallfahrtskirche „Zum Heiligen Kreuz“ und weist auf die Wallfahrtstradition des Ortes hin, der aufgerichtete schwarze Biber und der schräg verlaufenden Bach sprechen als Wappenteile für sich und stellen bildlich den Ortsnamen dar (sog. „Redendes Wappen“). Signat vom 31. März 1836 |

Seit 2016 ist die Gemeinde auch berechtigt, eine Fahne in den Farben Blau-Weiß-Rot mit aufgelegtem Gemeindewappen zu führen.

### Gemeindepartnerschaften
Am 18. Juni 1994 wurde ein Partnerschaftsvertrag mit der deutschen Gemeinde Straußfurt in Thüringen abgeschlossen.

## Wirtschaft
Es gab 2022 nach der amtlichen Statistik im produzierenden Gewerbe 44 (1998: 79 Beschäftigte) und im Bereich Handel, Verkehr und Gastgewerbe 70 sozialversicherungspflichtig Beschäftigte am Arbeitsort (1998: keine Beschäftigte). In sonstigen Wirtschaftsbereichen waren am Arbeitsort 203 Personen (1998: 66 Personen) sozialversicherungspflichtig beschäftigt. Sozialversicherungspflichtig Beschäftigte am Wohnort gab es insgesamt 1505 (1998: 1108 Beschäftigte). Im verarbeitenden Gewerbe gab es keine (1998: keine Betriebe), im Bauhauptgewerbe sechs Betriebe (1998: zehn Betriebe). Zudem bestanden im Jahr 2020 33 landwirtschaftliche Betriebe (1999: 55 Betriebe) mit einer landwirtschaftlich genutzten Fläche von 1438 ha (1999: 1319 ha), davon waren 1163 ha Ackerfläche (1999: 994 ha) und 259 ha Dauergrünfläche (1999: 325 ha).

## Sehenswürdigkeiten, Kultur und Tourismus

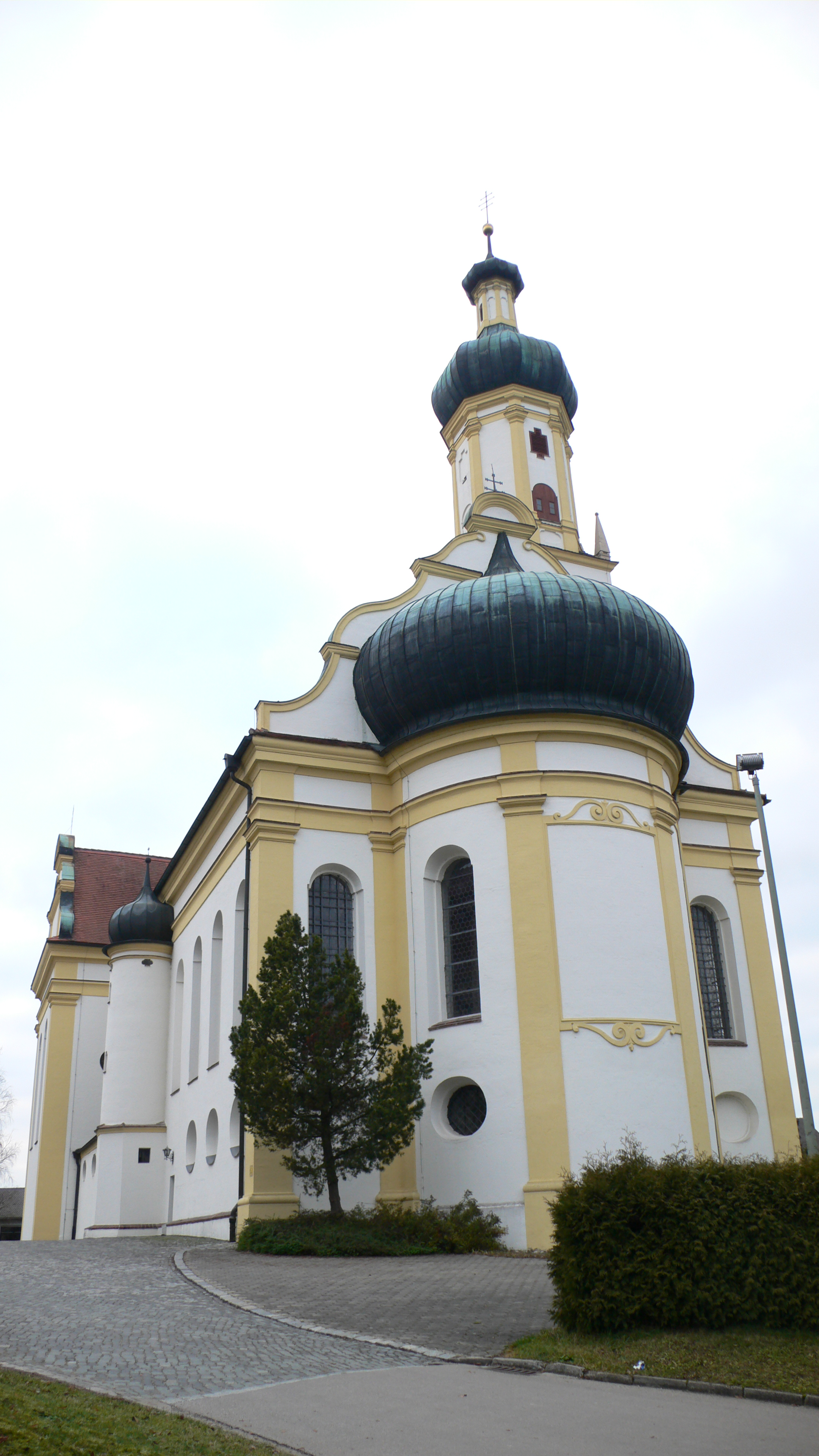
St. Jakobus und Laurentius von der Ostseite

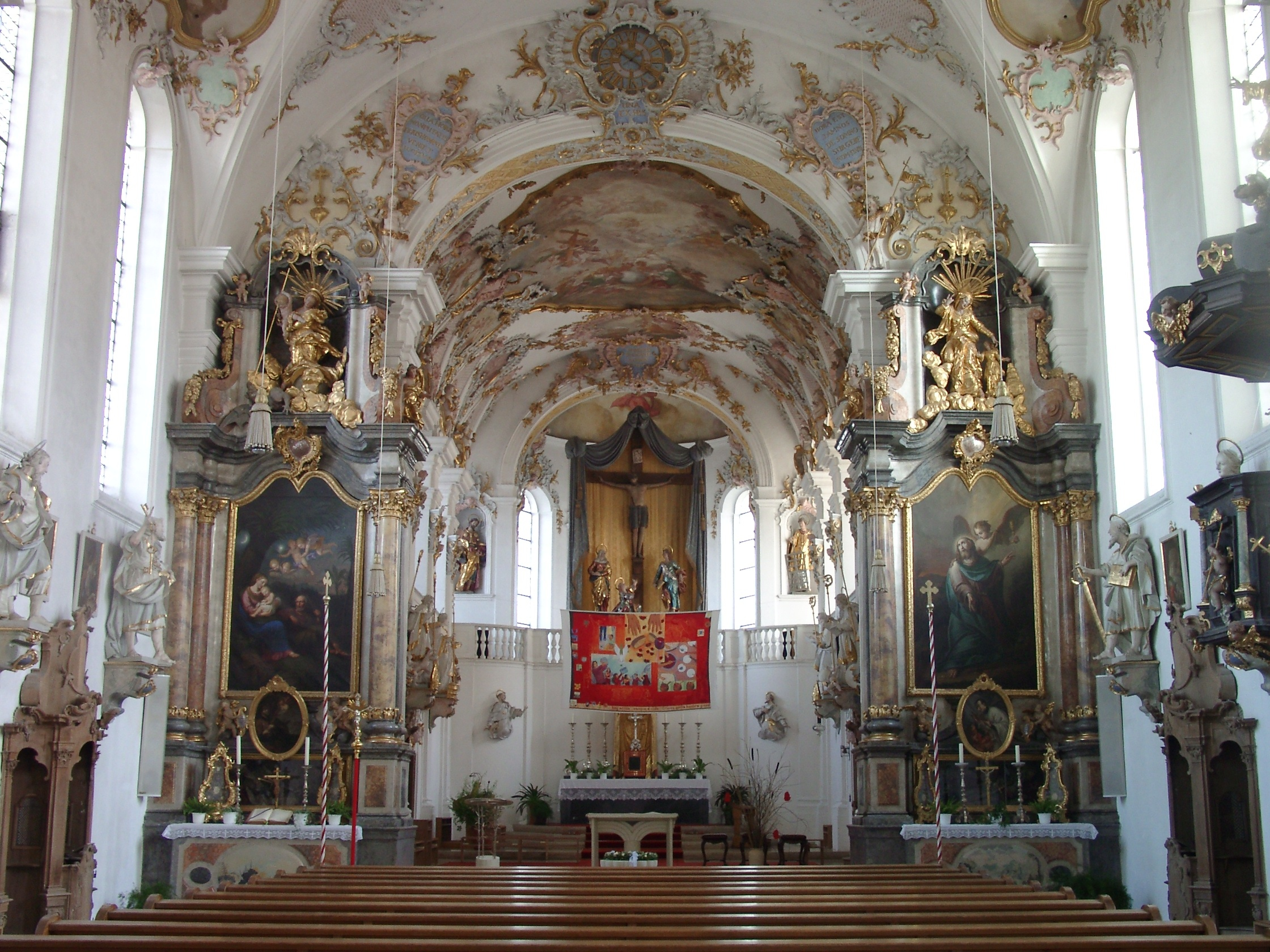
Innenraum der Wallfahrtskirche St. Jakobus und Laurentius.

- Die Wallfahrtskirche St. Jakobus, St. Laurentius und zum Heiligen Kreuz: Der Grundstein für die reich im Rokoko-Stil ausgestattete Wallfahrtskirche wurde am 16. Mai 1684 in Anwesenheit von Bischof Johann Christoph von Freyberg, von Pfarrer Anton Ginther (dem Initiator der Biberbacher Wallfahrt) und von Baumeister Valerian Brenner gelegt. Am Fest Kreuzauffindung, dem 3. Mai 1681, wurde zum ersten Mal die Heilige Messe vor dem Gnadenbild, einem großen romanischem Kruzifix, gefeiert. Das Gnadenbild ist im Volksmund als „Liebes Herrgöttle von Biberbach“ bekannt. Am 15. September 1697[10][11] erfolgte die feierliche Einweihung des fertigen Kirchenneubaus. Die Ausstattung besorgte zum Teil Dominikus Zimmermann.
- Am 6. November 1766 kam es in der Wallfahrtskirche zu einem Orgelwettspiel zwischen dem damals zehnjährigen Wolfgang Amadeus Mozart und dem zwölfjährigen Enkel des Biberbacher Organisten, Joseph Eugen Sigmund Bachmann (1754–1825), der später in ein Prämonstratenserkloster eintrat und dort unter dem Ordensnamen Pater Sixtus Bachmann auch als Komponist wirkte.
- Im Jahre 1632 wurde der Biberbacher Pfarrer Ulrich Zusamschneider in den Wirren des Dreißigjährigen Krieges von schwedischen Soldaten grausam gequält und bei Achsheim erschossen. Ein Tafelbild (um 1693) an der Westempore zeigt diese Szene: Im Hintergrund sind die noch gotische Kirche und Schloss Markt zu sehen. Damals wurde auch das Kreuz versteckt. Maximilian Fugger, der Herr zu Oberndorf, Biberbach, Duttenstein und Niederalfingen sowie Pfleger von Rain am Lech, ließ es 1655 bergen, restaurieren und an der Kirchenmauer anbringen.
- Um 1665 nahm die Bedeutung der Wallfahrt zum „Herrgöttle“ derart zu, dass Ende des 17. Jahrhunderts ein einheitlicher barocker Kirchenneubau entstand.

Besondere Wallfahrtstage sind die Dekanatswallfahrt des Dekanates Augsburg-Land am 3. Sonntag der Fastenzeit (Laetare), die Sternwallfahrt der Ortsteile Biberbachs am Sonntag um den 14. September (Fest der Kreuzerhöhung und Gedächtnis der Kirchweihe) und die Jugendwallfahrt des Dekanates Augsburg-Land am 3. Oktober. Kleinere und auch größere Pilgergruppen kommen das ganze Jahr über zu Fuß oder mit dem Bus.
An der Wallfahrtskirche Biberbach wirkt seit 1. September 2008 H. H. Dr. theol. Joseph Moosariet aus Indien als Pfarradministrator.
- Am Aufgang zu St. Jakobus und Laurentius befindet sich eine Kalvarienberggruppe. Sie umfasst neben dem gekreuzigten Herrn auch zwei weitere Kreuze mit den Schächern. Unter dem Kreuz stehen die Figuren von Maria, Maria Magdalena und Johannes. Die Gruppe wird vervollständigt durch einen römischen Soldaten zu Pferd, der von einer leicht hangabwärts gelegenen Position zum Gekreuzigten aufblickt. Es handelt sich um Zinkguß-Figuren, gegossen etwa gegen 1910.[13]
- Durch Biberbach führt der im Jahr 2003 ausgeschilderte Bayerisch-Schwäbische Jakobusweg von Donauwörth über Augsburg nach Lindau.

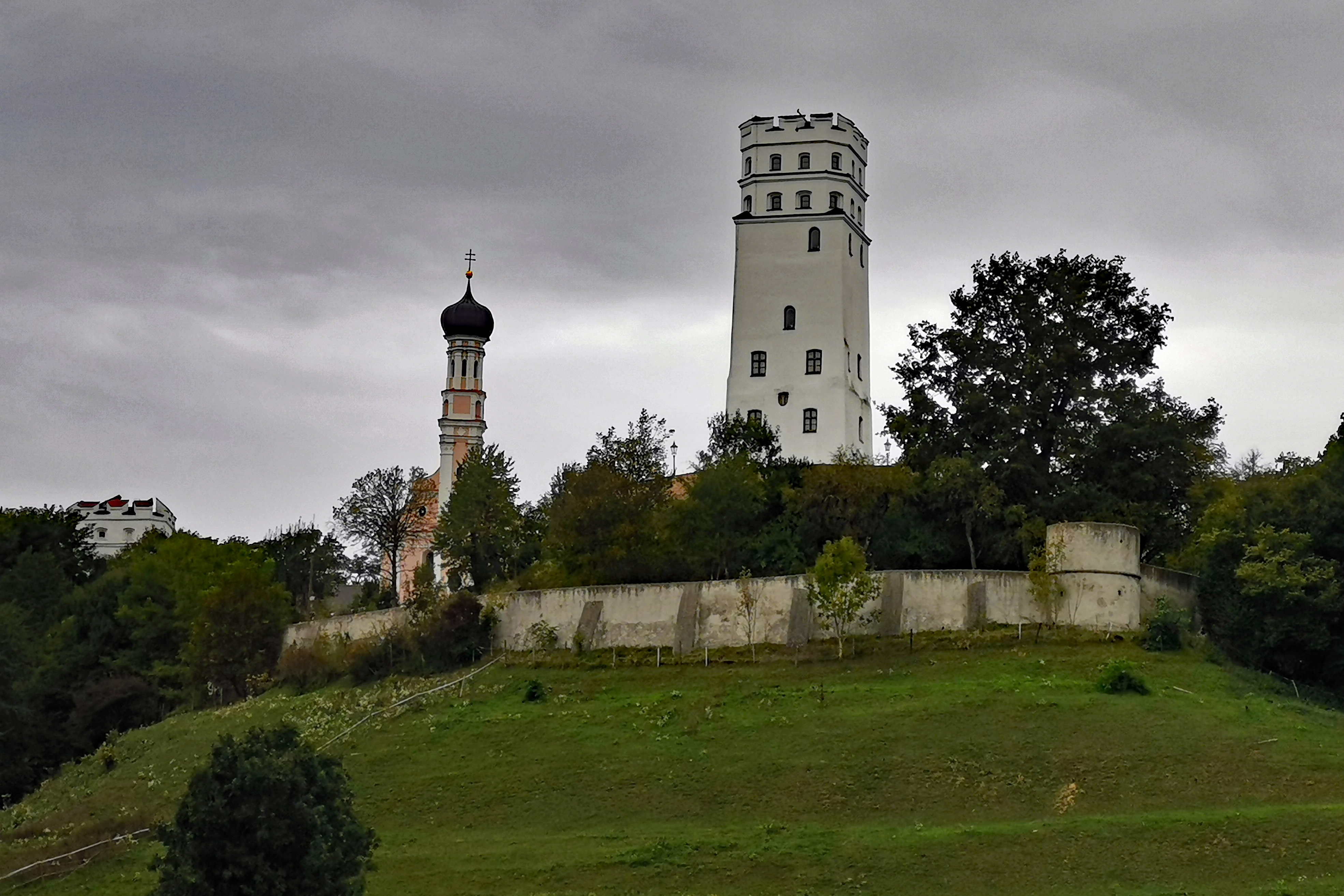
Burg Markt

- Burg Markt: Über dem Ortsteil Markt erheben sich auf einem Bergrücken, der zu drei Seiten abfällt, die Reste der Burg Markt. Die Burg ist bereits im 14. Jahrhundert nachgewiesen, die ältesten erhaltenen Gebäudeteile stammen jedoch von 1525, als die Fugger die Burg als Schloss wieder aufbauen ließen. Jakob Fugger hatte die von den Pappenheimern errichtete Burg in Markt 1514 zusammen mit Biberbach erworben und ließ die Burg von neuem aufbauen. Aus dieser Zeit stammt der Bergfried, die Ringmauern und der Onoldsbacher Turm. Schloss Markt steht auf einem an drei Seiten steil abfallenden Hügelrücken hoch über dem Flüsschen Schmutter am Westrand des nördlichen Lechtals. Die Silhouette des Schlosses ist bereits von Weitem auszumachen. Die beiden markanten Bergfriede sowie der doppelte Mauerring mit Strebepfeilern und Türmen stammen noch aus dem 16. Jahrhundert. Im Hof befindet sich die katholische Schlosskapelle St. Johannes der Täufer. Sie wurde 1738/39 im Stile des Barocks von Simon Rothmiller erbaut.  Der Hof wird umrandet von Gutshofsgebäuden aus dem 19. Jahrhundert. Diese sind heute von einem Reiterhof genutzt.[13] Der oben erwähnte Jakobsweg führt über den Burgberg.

## Persönlichkeiten
- Matthäus von Pappenheim (* 1. Juli 1458 in Biberbach; † 14. Oktober 1541 in Druisheim), Humanist, Historiker, Genealoge und Domherr